# 党委
党委，即党委员会，是政党在全国、地方行政区及企业单位、事业单位、部队等机构设置的组织机构。
列寧式政黨通常普遍设置党委员会作为其党务组织，并在社会主义国家广泛采用；部分非共产主义政党亦受其影响，设有政党中央委员会和地方各级委员会。
此外，还存在诸如民主党全国委员会和共和党全国委员会等非列寧式政黨的党委员会。

## 苏联共产党
苏联共产党的中央委员会是由其名义上的最高权力机关苏联共产党代表大会，即全联盟党代会选举的。根据党章，在苏联共产党代表大会闭会期间，由中央委员会管理全党及政府事务。中央委员会成员每五年由党代会选举产生。
苏共下层党组织的领导机关是党的各级委员会（党委，партком）。党委的领导是选举产生的“党委书记”（секретарь парткома）。企业、事业机构、集体农庄也拥有自己的党委。高层党委有相应的简称：区级的区党委（райком），州级的州党委（обком，旧称省党委（губком）），市级的市党委（горком）等。党的最低一层组织单位叫做“党的基层单位”（первичная партийная организация），或者“党小组”（партийная ячейка）。任何党员超过三人以上的单位中都要成立党小组。党小组的领导机关叫做“基层委员会”（党局，партийное бюро, партбюро），基层委员会由选举产生的基层党委书记领导（党局书记，секретарь партбюро）。

## 中国共产党

### 地方组织
省、自治区、直辖市、设区的市、地区、盟和自治州的委员会（簡稱「省委」、「區委」、「市委」、地委、盟委、州委等），每届任期5年。省（自治区、直辖市）委委员在80余人；地级市市委委员在50余人。省、市、县党委候补委员人数是党委委员人数的五分之一。

#### 省级地方组织
中国共产党在各一级行政区均有设置。简称省委，如中国共产党山西省委员会简称「中共山西省委」或「山西省委」。
省委是省级行政区的党政决策机构。它与省级人大、省级人民政府、省级政协，组成四大班子。
省委員會一般會設書記、副書記、秘書長及常務委員。省委對於一個省的政治有着最为重要的影響力，省委的組成人員大多為該省人民政府中的重要機構負責人。首要领导人——省委書記是地方行政一把手，省级人民政府的首长——省長则是二把手，通常省長會兼任省委排名第一的副書記。絕大部分省委書記亦會兼任同級人大常委會主任。

#### 地、县、乡级地方组织
县（旗）、自治县、不设区的市和市辖区的委员会，每届任期5年。其委员和候补委员必须有3年以上党龄。县（县级市、区）委委员在30余人。
地区、盟的党委委员（称作地委委员、盟委委员）相当于地级市党委常委，因此人数一般限制在10人上下。乡镇与街道的党委不设常委，因此其党委委员数一般在10人上下。

### 基层组织
根据《中国共产党章程》规定，企业、农村、机关、学校、科研院所、街道社区、社会组织、人民解放军连队和其他基层单位，凡是有正式党员三人以上的，都应当成立党的基层组织。
党的基层组织，根据工作需要和党员人数，经上级党组织批准，分别设立党的基层委员会、总支部委员会、支部委员会。其中以党的基层委员会为主，党的基层委员会一般简称为「基层党委」。在企事业单位、学校、机关、科研院所、社会组织等，采取行政领导负责制，基层党委书记、党总支书记为二把手，负责党务工作。在乡级行政区，采取党务领导负责制，乡级党委书记为一把手，负责全面工作。
政府机构、司法机构、人民团体、经济组织、社会团体等单位，一般设立党组，由行政正职领导兼任党组书记。但是，部分行政强力部门，如各级公安机关、国家安全机关、司法行政机关设立党委，实行“党委领导下的行政正职领导负责制”。外交部及驻外使领馆设立党委。

### 军队组织
解放军、武警部队，在营级及以上各级单位设立党委，在连队一级设立党支部。

### 国有企业党组织
国有企业党委中，一般推行党委最高领导人——党委书记与企业行政最高领导为同一人，如董事长兼任党委书记。中共中央总书记习近平执政时期，重申中国共产党在国有企业中的领导地位，强调“党是领导一切的，国有企业理所当然”。
香港特別行政區至少有19家在香港交易所上市的中國國有企業修改了公司章程，設立「黨委」，並授權黨委在營運、人事及發展策略方面，向董事會提供意見；有的甚至規定公司董事會決定重大事項時，應先聽取黨委意見，或可指揮及擢升上市公司內的高級管理層；有一家上市國企授權黨委參與營運決策，以及評核公司高級管理層的表現。
根據章程，「黨委要發揮領導核心作用，把方向、管大局、保落實，確保監督黨和國家方針政策在公司的貫徹執行，落實黨中央、國務院重大戰略決策」。另一個功能是「加強基層黨組織和黨員隊伍建設，充分發揮黨支部戰鬥堡壘作用和黨員先鋒模範作用，團結帶領幹部職工積極投身本行改革發展」。
這些上市公司包括中国石油、中国石化、中國工商銀行、中國銀行、交通銀行、中信股份、中國神華、建設銀行等藍籌股，幾乎等於港股總市值的三分之一。

### 民营与外资企业党组织
民营企业、外资企业中亦会设置党委。1989年，日本佳能株式会社在辽宁省大连经济技术开发区设立独资公司——佳能大连办公设备有限公司。大连开发区工业党委在对中方干部培训期间，组建了7名党员的公司党支部。1996年5月，大连开发区工业党委在公司内成立企业党委。这是中国大陆外资企业中成立的第一个党委。

## 越南共产党
越南共产党各级委员会经本级代表大会选举产生。中央委员会选出总书记、中央政治局、中央书记处、中央军事委员会、中央检查委员会等机构及其负责人。中央委员会在全国代表大会闭会期间执行其决议，领导党的工作，中央委员会会议由政治局召集，闭会期间由政治局行使其职权。